# یالانگاچوو
یالانگاچوو (به لاتین: Yalangachevo) یک منطقهٔ مسکونی در روسیه است که در باشقیرستان واقع شده‌است.